# Kiněl
Kiněl (rusky Кинель) je město v Samarské oblasti v Ruské federaci. Při sčítání lidu v roce 2010 měl přes čtyřiatřicet tisíc obyvatel.

## Poloha a doprava
Kiněl leží několik kilometrů východně od ústí Velkého Kinělu do Samary. Od Samary, správní střediska celé oblasti, je vzdálen přibližně čtyřicet kilometrů východně.
Přes Kiněl vede jižní větev Transsibiřské magistrály z Moskvy přes Samaru a Čeljabinsk do Omsku. Zdejší nádraží leží na 1139. kilometru od Moskvy. Zároveň odsud vede trať na Orenburg a Taškent.

## Dějiny
Vesnice byla nedaleko založena už v roce 1837. V roce 1877 byla vybudována trať ze Samary do Orenburgu, na které zde vznikla stanice a u ní osídlení, které bylo pojmenováno Kiněl podle nedalekého Velkého Kinělu.
Sídlem městského typu se Kiněl stal 30. ledna 1930 a městem 16. března 1944.